# Bataille de Tall Abyad
Ne doit pas être confondu avec Raid de Tall Abyad.
Guerre civile syrienne
Batailles
La bataille de Tall Abyad se déroule lors de la guerre civile syrienne. Après la bataille de Tall Tamer, les Kurdes lancent une offensive sur la ville de Tall Abyad, située entre Kobané et Ras al-Aïn. Soutenus par les frappes aériennes de la coalition menée par les États-Unis, les YPG et l'ASL atteignent la ville le 14 juin et s'en emparent deux jours plus tard. Cette bataille est considérée comme la plus grande défaite stratégique de l'État islamique depuis la proclamation du califat un an plus tôt, la ville était un point de passage des djihadistes étrangers vers la Syrie et tenait un axe de la contrebande de pétrole vers la Turquie. Sa prise permet également aux Kurdes d'unifier leur territoire en assurant une continuité géographique entre le canton de Kobané et celui de Cizir,,,,.

## Déroulement
- Contrôlé par l'État islamique
- Contrôlé par les YPG et ses alliés
- Contrôlé par les rebelles alliés aux YPG

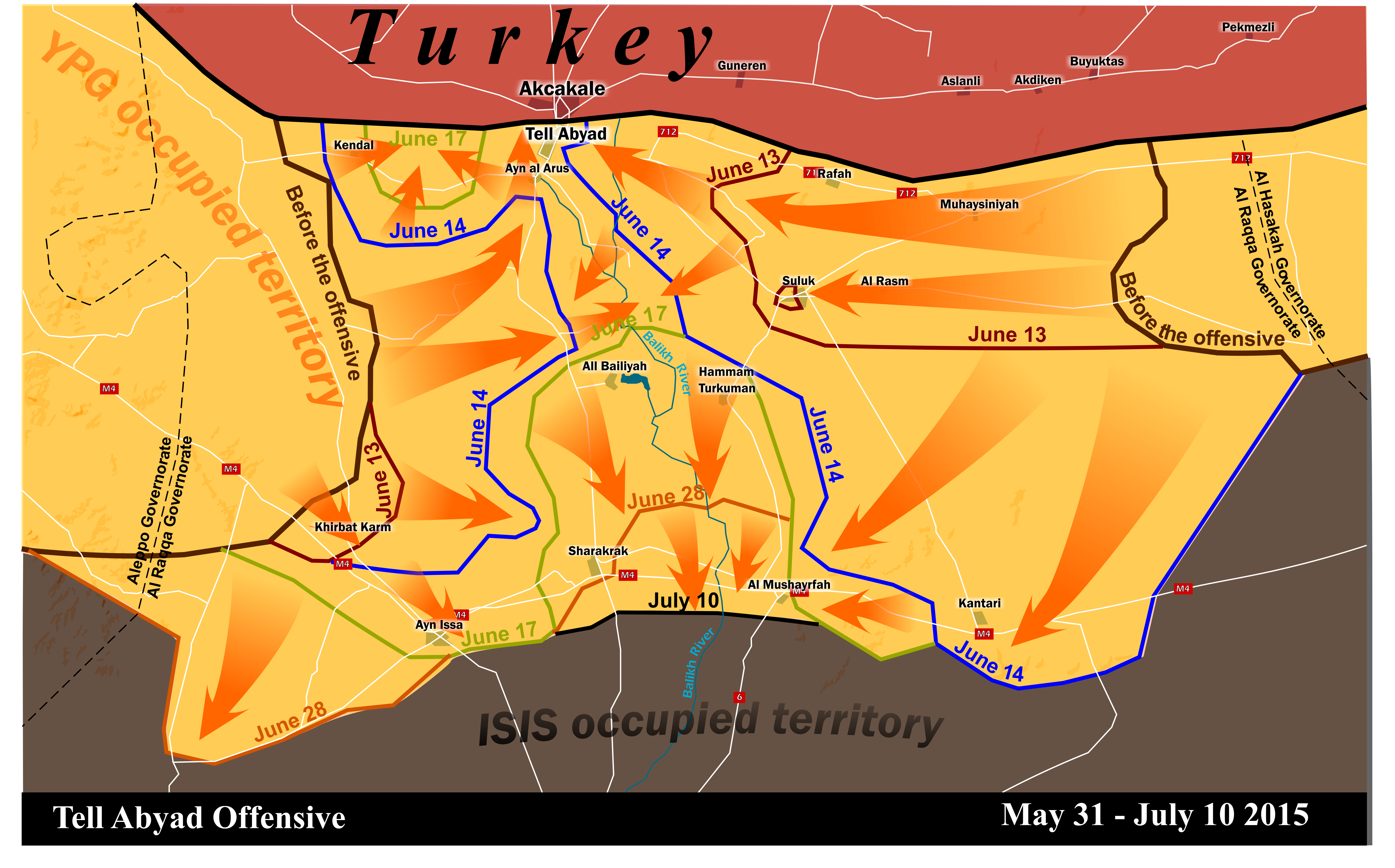
Carte de l'offensive des YPG, de l'ASL et de leurs alliés :
Zone contrôlée par les YPG, ses alliés et l'Armée syrienne libre
Zone contrôlée par l'État islamique

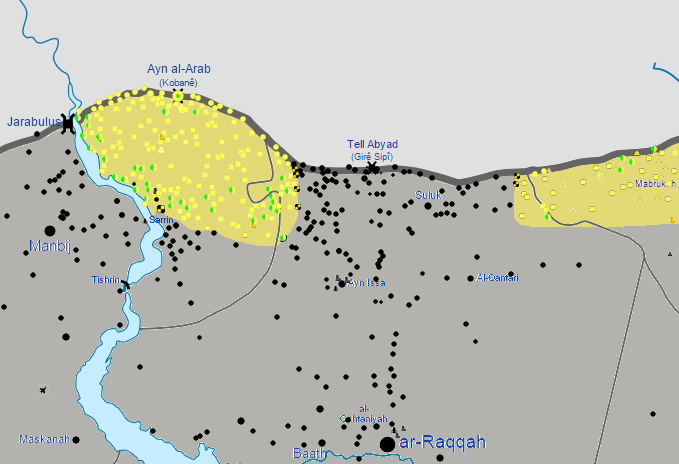
Carte de la situation à Tall Abyad et ses environs avant l'offensive :
Contrôlé par l'État islamique
Contrôlé par les YPG et ses alliés
Contrôlé par les rebelles alliés aux YPG

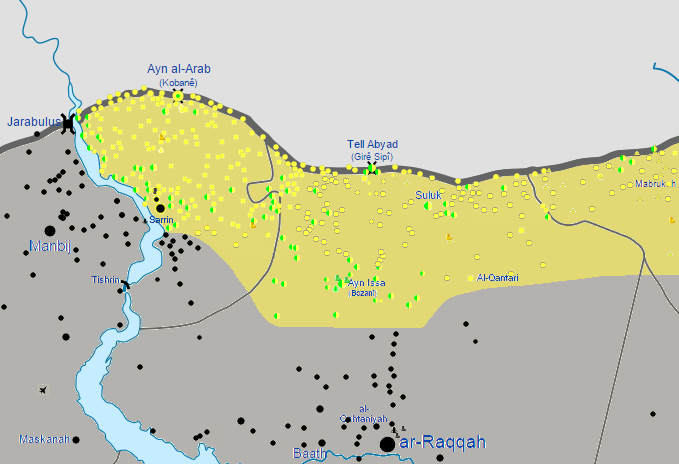
Carte de la situation à Tall Abyad et ses environs au terme de l'offensive :
Contrôlé par l'État islamique
Contrôlé par les YPG et ses alliés
Contrôlé par les rebelles alliés aux YPG

Le 28 mai 2015, après la bataille de Tall Tamer, les Kurdes des YPG et les rebelles de l'Armée syrienne libre lancent aussitôt une offensive sur la ville de Tall Abyad, située au nord du gouvernorat de Raqqa, près de frontière turque. Leur objectif est de faire la jonction entre les forces engagées à Kobané et celles présentes dans le gouvernorat de Hassaké.
Le 31, soutenus par les frappes aériennes de la coalition anti-EI, les Kurdes et les rebelles s'emparent de quatre villages à l'est de Tall Abyad. Selon l'Observatoire syrien des droits de l'homme (OSDH), au moins huit djihadistes et trois combattants des YPG sont tués.
Le 2 juin, selon l'OSDH, au moins 16 hommes de l'EI sont tués par les frappes de la coalition, puis quatre djihadistes et deux YPG sont tués dans les combats,. Les Kurdes avancent encore, le 7 juin huit djihadistes sont tués par la coalition. Le 8, 14 djihadistes sont tués dans un combat dans le village d'Alya. Le 9, les YPG sont à huit kilomètres de Soulouk, et l'EI perd encore sept hommes,.
Le 11 juin, les YPG et l'ASL atteignent la petite ville de Soulouk, située à une vingtaine de kilomètres au sud-est de Tall Abyad, et s'emparent de sa partie est. Les Kurdes se positionnent également à 10 kilomètres de Tall Abyad,,,. Selon l'OSDH, l'EI perd au moins 33 hommes dans les combats du 11 au 13 juin,,.
Le soir du 13 juin, les YPG ont pris 20 autres villages et ne sont plus qu'à cinq kilomètres de Tall Abyad selon l'OSDH. Soulouk est quant à elle encerclée, les djihadistes abandonnent cette localité en laissant derrière eux des maisons piégées et des mines posées dans les rues, les Kurdes en prennent le contrôle pendant la nuit. Selon l'OSDH, les forces de l'État islamique dans la ville de Tall Abyad ne sont plus que de 150 hommes et ces derniers menacent de se retirer s'ils ne reçoivent pas de renforts,,,,. Les forces de l'EI sont débordées et sont réduites à envoyer des unités de la police religieuse de Raqqa combattre à Tall Abyad.
Le 14 juin, les Kurdes du canton de Kobané à l'ouest et ceux du canton de Cizir à l'est font leur jonction et coupent la route de Tall Abyad à Raqqa. Les djihadistes reculent et détruisent derrière eux deux ponts dans deux villages au sud et au sud-ouest de la ville, ce qui n'empêche par les Kurdes et les rebelles d'avancer. Ces derniers atteignent Tall Abyad le 14 juin et affrontent les forces de l'EI à un barrage à l'entrée sud-est de la ville,,. Les djihadistes envoient un kamikaze avec un véhicule piégé sur un poste au sud-ouest de la ville, l'explosion tue quatre combattants des YPG et deux médecins. Cependant les Kurdes parviennent à entrer dans la ville, la coalition mène cinq frappes aériennes, et le matin du 15 juin le quartier de Machour Tahtania, au sud-est, est conquis. Selon l'OSDH, au moins trois Kurdes et onze djihadistes ont été tués dans ces combats,,. Puis dans l'après-midi, le poste-frontière de ville est pris à son tour. Enfin dans la soirée, les Kurdes des YPG prennent le contrôle de la totalité de la ville, seules quelques petites poches de résistance restent tenue par une poignée de combattants de l'EI,. Selon l'OSDH, les djihadistes tentent de se replier sur Ayn Isa au sud, mais ciblés par la coalition, 40 d'entre eux sont tués au cours de la retraite,.
Le 16 Tall Abyad est entièrement contrôlée par les forces kurdes et rebelles. Les YPG poursuivent leur avancée dans les villages à l'ouest et au sud-ouest de la ville.

## Les réfugiés

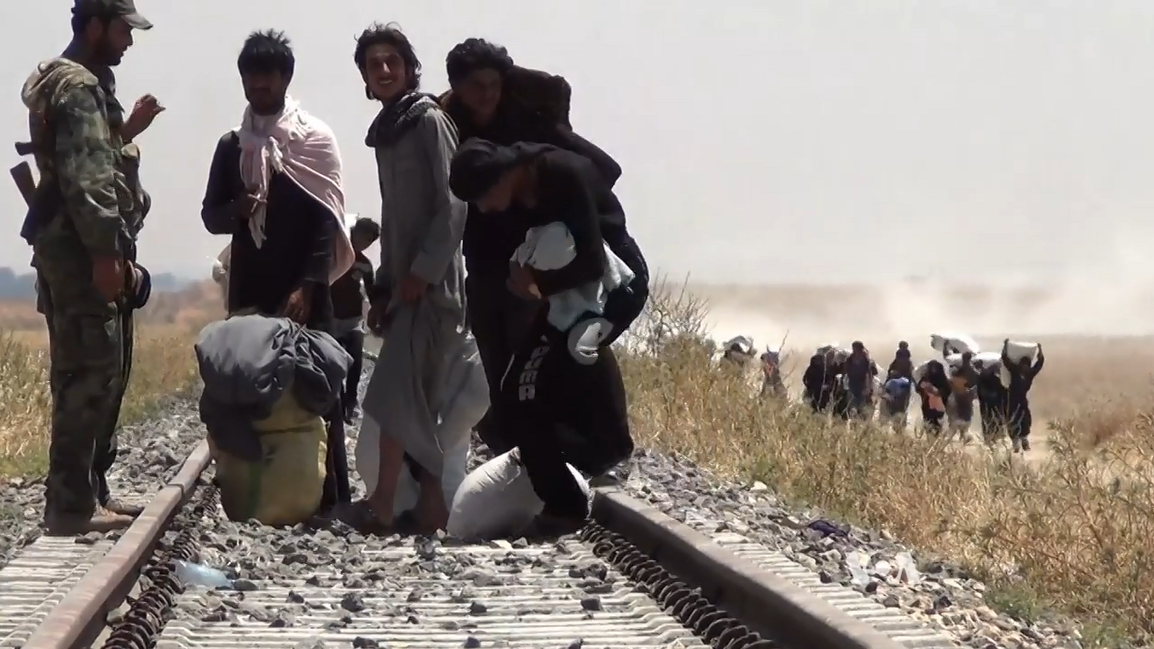
Des réfugiés syriens regagnant Tall Abyad après les combats, c. 24 juin 2015.

Le 10 juin, au moins 2 000 civils, dont 686 déplacés irakiens, trouvent refuge en Turquie. D'autres rejoignent les zones tenues par les YPG. Des vidéos prises par le Volcan de l'Euphrate montrent d'ailleurs des femmes retirer leur voile intégral immédiatement après leur arrivée en zone kurde. Le 12, le nombre des réfugiés en Turquie monte à 13 500. Cependant, le même jour la Turquie ferme sa frontière et repousse les civils,. La frontière est finalement rouverte le 14 juin en début de soirée. 7 000 civils franchissent à nouveau la frontière dans la journée du 15. Le 17, certains réfugiés commencent à regagner la ville,,.
De son côté le président turc Erdoğan fait part de son « inquiétude » face à la progression des forces kurdes et accuse ces dernières de violences contre les Arabes et les Turkmènes. Ces accusations sont rejetées par le commandement des YPG affirmant dans un communiqué que des « parties tentent à tout prix de porter préjudice aux victoires de nos forces ». Pour l'OSDH : « Il y a eu quelques incidents isolés, comme des maisons d'Arabes incendiées, mais on ne peut pas du tout parler de violences systématiques ».
Dans un rapport publié le 13 octobre 2015, Amnesty International accuse les YPG de « crimes de guerre » pour avoir rasé des villages et chassé des populations arabes. Redur Xelil, porte-parole des YPG parle d'« accusation fausse, tout simplement ». Le commandement des YPG et des Assayech reconnaît des déplacements forcés qu'il ne qualifie cependant que d'« incidents isolés ». Amnesty réfute en revanche le terme de « nettoyage ethnique » et affirme que des Arabes et des Turkmènes continuent de vivre dans des territoires contrôlés par les YPG,,.

## Suites
Le 30 juin, plusieurs dizaines de combattants de l'EI parviennent à s'infiltrer à Tall Abyad et à reprendre un quartier à l'est de la ville. Les YPG contre-attaquent et repoussent les djihadistes le lendemain. Selon l'OSDH au moins trois combattants kurdes et quatre hommes de l'EI ont été tués,.
Une nouvelle infiltration de combattants de l'État islamique a lieu la nuit du 26 au 27 février 2016 à Tall Abyad et dans les villages des environs. Les YPG reprennent le contrôle total de Tall Abyad le soir du 27, mais les djihadistes s'emparent d'une partie de la petite ville de Soulouk, au sud-est de Tall Abyad, et prennent les villages de Hammam al-Turkmen et al-Kantri. Selon l'OSDH, les combats ont fait au moins 70 morts chez les djihadistes, 20 du côté des YPG, ainsi que 10 civils,,,,. Le 27 février, selon l'OSDH, 15 civils et 4 combattants des YPG sont exécutés par les djihadistes à Hammam Turkuman. Al-Kantri est repris dans la journée du 28, puis repasse aux mains de l'EI le 1er mars, lequel prend également Luwibdah et la centrale électrique de Soulouk. Le 2 mars, Redur Xelil, responsable des YPG, déclare que les combats, toujours en cours, ont fait 43 morts chez les YPG, 140 tués du côté de l'EI, ainsi que 23 civils. Le 3 mars, l'OSDH donne un bilan proche ; 140 morts chez les djihadistes et 47 pour les YPG.

### Vidéographie
- [vidéo] Euronews : « Syrie : la bataille de Tall Abyad ».
- [vidéo] France 24 : « SYRIE - Comment expliquer les avancées des combattants kurdes en Syrie ? ».
- [vidéo] Francetv info : « VIDÉO. Sur le front syrien, des volontaires français partis combattre l'État islamique ».

### Reportages photographiques
- AFP : « Fuir la Syrie par le trou d’une aiguille », par Bülent Kiliç.